# Барни Гамбл
Бернард Aрнолд Гамбл (енгл. Barnard Arnold Gumble) је измишљени лик из серије Симпсонови, коме глас позајмљује Дан Кастеланета.У серијама Симпсоновима Бeрнард игра најбољег друга Хомера, али има тежак проблем са алкохолом.